# Enteroctopodidae
Enteroctopodidae Strugnell, Norman, Vecchione, Guzik & Allcock, 2014 è una famiglia di molluschi cefalopodi appartenente all'ordine degli Octopoda.

## Descrizione
Questa famiglia di octopodi è caratterizzata dalla presenza di una doppia fila di ventose su ogni braccio (disposizione biseriale) e da un ectocotile con ligula non laminata e calamo ben sviluppato.

## Distribuzione e habitat
La famiglia ha una distribuzione cosmopolita, essendo presente in tutti i mari e gli oceani, compreso l'oceano antartico.

## Tassonomia
I generi di questo raggruppamento erano in passato inclusi nella sottofamiglia Octopodinae della famiglia Octopodidae; recenti studi filogenetici hanno portato alla loro segregazione in una famiglia a sé stante.
La famiglia comprende i seguenti generi:
- Enteroctopus Rochebrune & Mabille, 1889
- Muusoctopus Gleadall, 2004
- Sasakiopus Jorgensen, Strugnell & Allcock, 2010
- Vulcanoctopus González & Guerra, 1998